# Río Itata
Río Itata är ett vattendrag  i Chile. Det är beläget i den södra delen av landet, 400 km sydväst om huvudstaden Santiago de Chile.
Området kring Río Itata är ganska tätbefolkat, med 62 invånare per kvadratkilometer.